# 機器人歷險記
《機器人歷險記》（英語：Robots）是2005年美國動畫電影，由藍天工作室製作，二十世紀福斯發行。

## 劇情簡介
機器人歷險記描述的是一個以機器人世界為背景的動畫電影，主角洛尼幼時看見大焊企業董事長—大焊先生發明了很多了不起的科技產品，也希望長大後能像大焊先生一樣發明很多新的科技產品。長大後的洛尼離開家鄉，來到大焊企業應徵工作，沒想到因為換了新老闆銳切而無法進入工作。離開後洛尼結識了粉兜、啪婆等其他的機器人，並從他們口中得知銳切主宰的大焊企業正要對城中的機器人進行冷血強硬的汰舊換新行動。洛尼相信這不符大焊先生的理念，於是與機器人朋友們展開一場找尋下落不明的大焊先生、以及抵抗銳切一切惡行的冒險。

## 角色
| 配音                                                  | 配音   | 配音   | 角色                             |
| 英版                                                  | 台版   | 港版   | 角色                             |
| ----------------------------------------------------- | ------ | ------ | -------------------------------- |
| 伊万·迈克格雷戈                                       | 李威   | 古巨基 | 銅洛尼（Rodney Copperbottom）    |
| 荷莉·貝瑞                                             | 殷悅   | 吳雨霏 | 凱比（Cappy）                    |
| 羅賓·威廉斯                                           | 唐從聖 | 森美   | 粉兜（Fender Pinwheeler）        |
| 梅尔·布鲁克斯                                         | 乾德門 | 詹瑞文 | 大焊先生（Bigweld）              |
| 格雷戈·金尼爾                                         | 許傑輝 | 張錦程 | 銳切（Phineas T. Ratchet）       |
| 吉姆·布勞德本特                                       | 白雲   | 詹瑞文 | 傢俬客夫人（Madame Gasket）      |
| 亞曼達·拜恩斯                                         | 許淑嬪 | 傅穎   | 啪婆（Piper Pinwheeler）         |
| 德魯·凱利                                             |        | 陳志強 | 克蘭克·凱西（Crank Casey）       |
| 詹妮佛·库里奇                                         |        | 黎海珊 | 范姨（Aunt Fanny）               |
| 哈蘭·威廉斯                                           | 林谷珍 | 古明華 | 魯格納特（Lugnut）               |
| 史丹利·特治                                           |        | 關信培 | 銅賀伯（Herb Copperbottom）      |
| 黛安·韦斯特                                           | 林芳雪 | 杜雯惠 | 銅蕾蒂婭（Lydia Copperbottom）   |
| 克里斯·韦奇                                           |        |        | 小閃電（Wonderbot）              |
| 克里斯·韦奇                                           |        |        | 電話亭（Phone Booth）            |
| 娜塔莎·雷昂（美國） 凱特·迪力（英國） 杰姬·奧（澳洲） | 陳美貞 | 劉玉翠 | 羅瑞塔（Loretta Geargrinder）    |
| 保罗·吉亚玛提                                         | 劉傑   | 少爺占 | 阿添（Tim the Gate Guard）       |
| 丹·海達亞                                             | 李香生 | 葉振邦 | 鋼克先生（Mr. Gunk）             |
| 布萊恩·史考特·馬克費恩（美國、澳洲） 維榮·凱（英國）  |        |        | 垃圾桶機器人（Trashcan Bot）     |
| 杰·雷诺                                               |        | 李忠強 | 火水箱（Fire Hydrant）           |
| 露絲·布利斯                                           |        |        | 鴿子小姐（Pigeon Lady）          |
| 寶拉·阿巴杜                                           |        |        | 美國手錶#1（US Wristwatch #1）   |
| 蘭迪·傑克森                                           |        |        | 美國手錶#2（US Wristwatch #2）   |
| 蘭迪·傑克森                                           |        |        | 英國手錶#1（UK Wristwatch #1）   |
| 金柏莉·威廉斯                                         |        |        | 英國手錶#2（UK Wristwatch #2）   |
| 艾爾·洛克                                             | 李香生 |        | 信箱（Mailbox）                  |
| 史蒂芬·托博佬維斯基（美國、澳洲） 伊蒙·霍梅斯（英國） |        |        | 大嘴總經理（Bigmouth Executive） |
| 史蒂芬·托博佬維斯基（美國、澳洲） 伊蒙·霍梅斯（英國） |        |        | （Forge）                        |
| 提姆·諾德奎斯特                                       |        |        | （Tin Man）                      |
| 羅威·甘茲（美國、澳洲） 泰瑞·沃甘（英國）             |        | 龍天生 | （Mr. Gasket）                   |
| 詹姆士·伊爾·秋思                                      |        |        | 聲音盒子（Voice Box）            |

## Aunt Fanny's Tour of Booty
Aunt Fanny's Tour of Booty是一個5分鐘的電腦動畫，內含在機器人歷險記DVD和VHS版本獎勵品中的前傳。在很短的期間內，Aunt Fanny帶來機器人城市火車站裡各種機器人的導覽，包括Fender Pinwheeler, Zinc, Tammy, Hacky和一個老太婆機器人。

## 外部連結
- 互联网电影数据库（IMDb）上《機器人歷險記》的资料（英文）
- AllMovie上《機器人歷險記》的资料（英文）
- Box Office Mojo上《機器人歷險記》的資料（英文）
- 爛番茄上《機器人歷險記》的資料（英文）
- Metacritic上《機器人歷險記》的資料（英文）